# Yuberjén Martínez
Pour les articles homonymes, voir Martínez.
Yuberjén Martínez est un boxeur colombien né le 1er novembre 1991 à Turbo. 

## Carrière
Il a remporté la médaille d'argent de l'épreuve de boxe dans la catégorie des poids mi-mouches aux Jeux olympiques d'été de 2016 à Rio de Janeiro. Sa carrière de boxeur est également marquée par une médaille de bronze remportée aux championnats du monde de Hambourg en 2017.

## Palmarès

### Jeux olympiques
- Médaille d'argent en -49 kg en 2016 à Rio de Janeiro, Brésil

### Championnats du monde de boxe amateur
- Médaille de bronze en -49 kg en 2017 à Hambourg, Allemagne